# جيمس ماثيو
جيمس ماثيو (بالإنجليزية: James Mathew) هو سياسي هندي، ولد في 20 مارس 1961 في الهند. حزبياً، نشط في الحزب الشيوعي الهندي. وقد انتخب عضو المجلس التشريعي ولاية كيرالا عن دائرة Taliparamba Assembly constituency ‏.